# Aphis symphyti
Aphis symphyti är en insektsart som beskrevs av Franz Paula von Schrank 1801. Aphis symphyti ingår i släktet Aphis och familjen långrörsbladlöss.

## Underarter
Arten delas in i följande underarter:
- A. s. symphyti
- A. s. kochiella